# 二子新地站
二子新地站（日语：／ Futako-shinchi eki */?）是一個位於神奈川縣川崎市高津區二子二丁目，屬於東急電鐵的鐵路車站。

## 概要
此站是田園都市線的單獨站。不過除了田園都市線列車外，還有部分利用複複線前往溝之口站的大井町線各站停車列車，利用田園都市線軌道停靠本站。由於大井町線軌道並無月台，因此與溝之口站不同，不被視為正式的大井町線車站（高津站亦同）。本站的車站編號為田園都市線DT08。
站名讀作沒有濁音的，但地名二子是帶有濁音的。

## 年表
- 1927年（昭和2年）7月15日 - 玉子電氣鐵道溝之口線開通，車站啟用，當時稱為二子電停。[2]
- 1935年（昭和10年） - 改稱二子新地前。
- 1943年（昭和18年）7月1日 - 編入大井町線，改為窄軌 (1,067mm) [2]。
- 1966年（昭和41年）3月18日 - 二子橋梁（日语：多摩川橋梁 (東急田園都市線)）（專用橋梁）竣工，本站高架化[2]。
- 1977年（昭和52年）12月16日 - 車站改稱二子新地站。[2]
- 2009年（平成21年）7月11日 - 為配合大井町線延伸，車站完成雙線化工程。部份大井町線列車亦開始停靠此站月台。
- 2005年（平成17年）
  - 1月31日 - 因應複複線化工程進行，下行線軌道切換，新下行月台啟用[3]。同時下行月台無障礙化。
  - 8月27日 - 因應複複線化工程進行，上行線軌道切換，舊下行月台改為臨時上行月台[4]。
- 2006年（平成18年）7月30日 - 舊上行月台改建，上行線再次切換，新上行月台啟用[5]。同時上行月台無障礙化[5]。
- 2008年（平成20年） - 臨時上行月台用地改設兩條通過線。
- 2009年（平成21年）
  - 7月4日 - 新設剪票口（西口）啟用。
  - 7月11日 - 複複線化工程完工，大井町線延伸至溝之口站。該線部分列車開始停靠本站。

## 結構
車站月台配置為側式月台，同時設置4條路軌，其中中間2條路軌供大井町線列車通過之用。
本站為相對式月台2面4線高架車站。設有兩處檢票口，多摩川花火大會舉行時會加開臨時剪票口。
複複線化工程以前，站內無無障礙設備與廁所。複複線化工程時，站內同時進行車站改良工程，新設電梯、電扶梯、寬型自動驗票閘門與多功能廁所。此外，車站入口附近也設有川崎市管理的臨時廁所。
2007年6月以前，早晨與夜間（早上七點以前與晚上九點以後）沒有站員，同年7月開始全日有站員駐守。
站內商店「toks」的營業時間為早晨至下午兩點。另外，站內亦有川崎信用金庫的ATM。
複複線化工程以前月台狹窄，是田園都市線地上區間唯一站名標鑲在壁面的車站。

### 月台配置
| 月台 | 路線       | 方向 | 目的地                                              | 備註                         |
| ---- | ---------- | ---- | --------------------------------------------------- | ---------------------------- |
| 1    | 田園都市線 | 下行 | 鷺沼、長津田、中央林間方向                          | 包括大井町線前往溝之口站列車 |
| 4    | 田園都市線 | 上行 | 二子玉川、澀谷、半藏門線 押上、 伊勢崎線 春日部方向 | 包括大井町線前往大井町站列車 |

（來源：東急電鐵:車站構內圖（页面存档备份，存于））
- 大井町線的下行線為2號線，上行線為3號線，皆無月台。因此，月台編號僅顯示1、4號線。上下線與站內標示、列車資訊顯示器亦不提及大井町線。
- 停靠本站的有田園都市線各站停車全列車，以及大井町線各站停車中種別表示為藍色的列車。停靠本站的大井町線列車在中午時段（11 - 15時）為上下線每小時各4班（合計20班次），早晨5 - 6點上行（往大井町方向）有3班停靠，夜間、深夜20 - 24時下行（往溝之口方向）有5 - 8班（一般日與假日不同）停靠。
- 世田谷區多摩川花火大會、川崎市制紀念多摩川花火大會（日语：多摩川花火大会 (世田谷区・川崎市)）舉行時，4號線月台的二子玉川側會增設出站專用的臨時驗票口，從這裡可藉由二子橋（日语：二子橋）西側高架下的臨時出口通往河川地。

## 複複線化、車站改良工程
本站在2000年至2009年進行田園都市線複複線化工程與大規模改良工程。

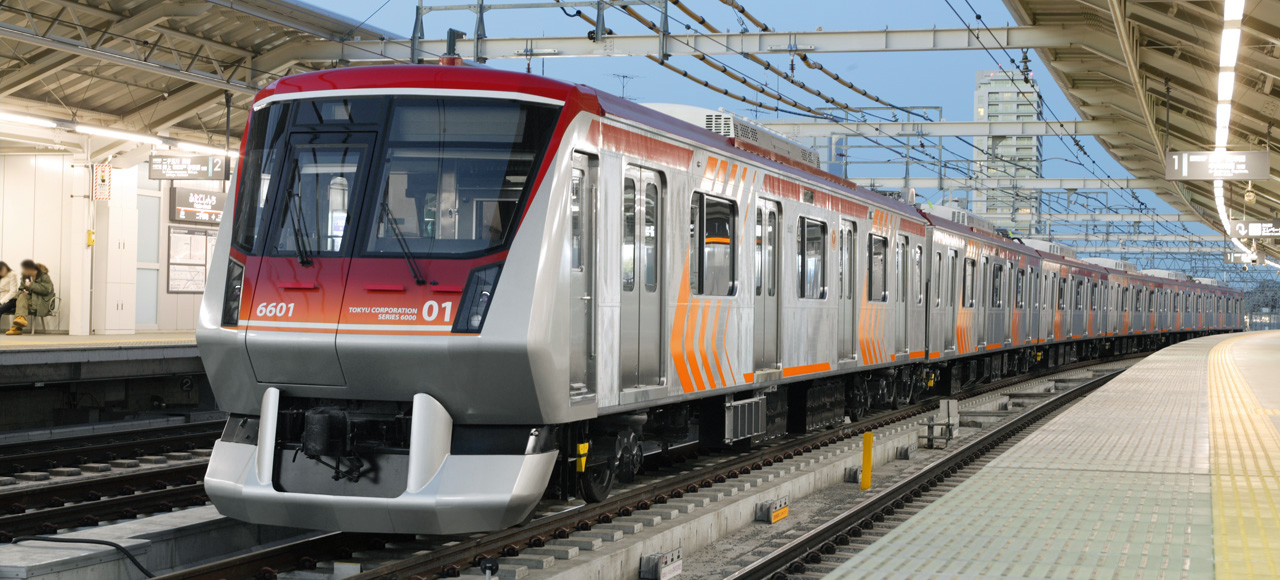
留置的大井町線用的2代目6000系
（2008年2月14日）

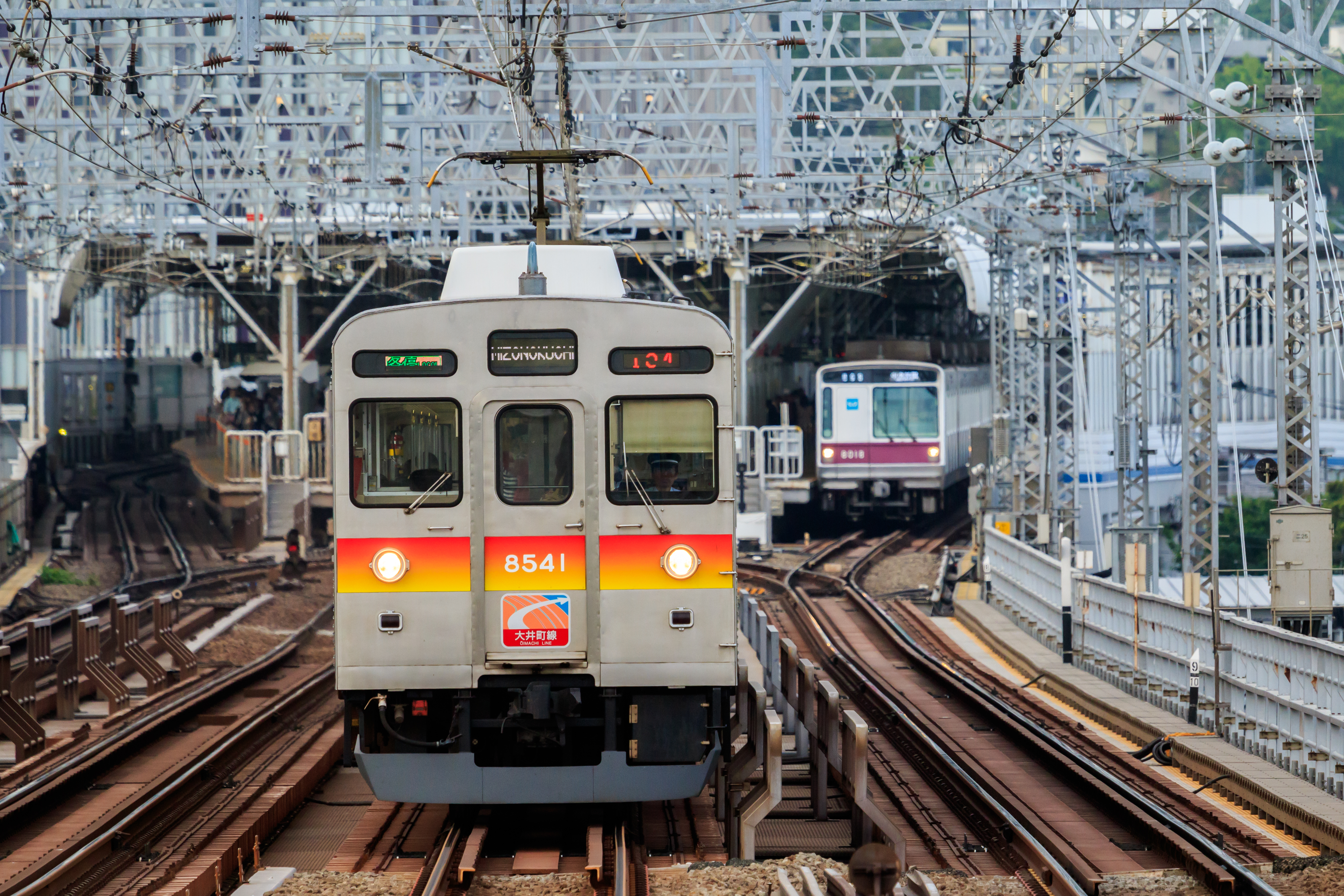
大井町線用的東急8500系電力動車組
（2017年5月7日）

過去上行月台與現行月台大約在同位置，下行月台在現行下行線內側。另外，上下月台內側有兩條複複線化設置的通過線，在溝之口方向未完成時曾作為大井町線列車的留置線。
| 上行月台 |

| . |

| 拆除、重建 |

| 新月台 |

| . |

| 下行月台 |

| （不使用） |

| 上行專用 |

| 撤 除 |

| 新設月台 |

| 新月台 |

| . |

| . |

| . |

## 使用情況
2016年度1日平均上下車人次為21,391人。
近年1日平均上下車人次與上車人次的推移如下表。
- 1日平均上車人次參見神奈川縣縣勢要覽。

| 年度               | 1日平均 上下車人次 | 1日平均 上車人次 | 來源     |
| ------------------ | ------------------ | ---------------- | -------- |
| 1995年（平成07年） |                    | 7,769            | [ * 1 ]  |
| 1998年（平成10年） |                    | 7,839            | [ * 2 ]  |
| 1999年（平成11年） |                    | 7,791            | [ * 3 ]  |
| 2000年（平成12年） |                    | 7,683            | [ * 3 ]  |
| 2001年（平成13年） |                    | 7,755            | [ * 4 ]  |
| 2002年（平成14年） | 14,921             | 7,716            | [ * 5 ]  |
| 2003年（平成15年） | 15,423             | 7,932            | [ * 6 ]  |
| 2004年（平成16年） | 16,193             | 8,277            | [ * 7 ]  |
| 2005年（平成17年） | 16,652             | 8,509            | [ * 8 ]  |
| 2006年（平成18年） | 17,216             | 8,812            | [ * 9 ]  |
| 2007年（平成19年） | 18,282             | 9,352            | [ * 10 ] |
| 2008年（平成20年） | 18,633             | 9,459            | [ * 11 ] |
| 2009年（平成21年） | 19,002             | 9,632            | [ * 12 ] |
| 2010年（平成22年） | 18,870             | 9,545            | [ * 13 ] |
| 2011年（平成23年） | 18,385             | 9,299            | [ * 14 ] |
| 2012年（平成24年） | 19,145             | 9,658            | [ * 15 ] |
| 2013年（平成25年） | 19,837             | 10,019           | [ * 16 ] |
| 2014年（平成26年） | 19,963             | 10,059           | [ * 17 ] |
| 2015年（平成27年） | 21,266             |                  |          |
| 2016年（平成28年） | 21,391             |                  |          |

## 周邊
車站周邊為廣大的住宅區。
- 多摩川
  - 二子橋（日语：二子橋）
- 二子神社

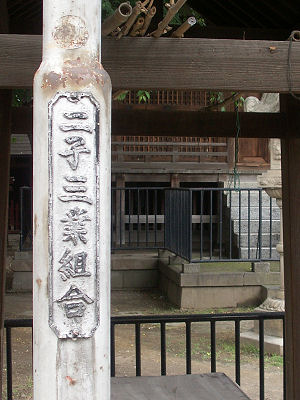
過去「二子三業組合」在町內設立的路燈柱（二子神社附近）

  - 岡本迦納子（日语：岡本かの子）文學碑「榮譽」 - 岡本太郎製作。
- 川崎歷史導覽（日语：川崎歴史ガイド） - 大山街道路線的出發地。
- 川崎諏訪郵便局
- 小黑惠子童謠紀念館 - 步行約13分。僅周六日開館。
- 高津運動中心 - 步行約8分。
- 川崎市制紀念多摩川花火大會（日语：多摩川花火大会 (世田谷区・川崎市)#川崎市制記念多摩川花火大会）

### 巴士路線
東急巴士
- 二子神社前
  - 西向
    - <向02> 往向丘遊園站東口（經高津營業所（日语：東急バス高津営業所）、久地站前）
    - <澀12> 往高津營業所

  - 東向
    - <向02> 往二子玉川站
    - <澀12> 往澀谷站（經二子玉川）※1日1班（6點左右）
    - <玉06> 往砧本村（同上）※1日1 - 2班（5、6點）

## 名稱由來
過去多摩川為江戶幕府護衛江戶的最前線，由於架橋的限制，因此此地設有渡船「二子之渡」作為大山街道橫跨多摩川的接駁方式。渡船在架橋後衰退最終廢止。
當時，周邊一帶除了街道宿外便是恬靜的田園地帶，因此為了接待官員而找來藝妓，形成歡樂街，被稱為「二子新地」（關西將歡樂街稱為「新地」）。
本站開業時以地名命名為「二子」站，之後改為「二子新地前（ふたこしんちまえ）」。但隨著歡樂街衰退，車內廣播的發音如同「雙胞胎死了（双子死んじまえ）」造成批判，於是車站再改名為現在的「二子新地」。
至今，雖然歡樂街已消失，但本站周邊還可見到當時「二子三業組合」所設立的街燈柱，以及多間居酒屋、料亭等歡樂街遺留下來的景色。

## 其他
- 電扶梯最初只設於下行月台，僅有往下一座。直到上行月台新設雙向電扶梯時才於下行月台增設上行電扶梯。
- 本站在田園都市線中是很晚才啟用自動驗票閘門[13]的一站。在自動驗票閘門啟用以前，由於早晨與深夜沒有售票機，在本站搭車時須在下車站的剪票口或車內精算。當時本站也未設JR無人站的乘車站證明書發行機。
- 本站與高津站之間的距離約600公尺，是東急田園都市線中最短的站距。

## 相鄰車站
東急電鐵
 田園都市線
■急行、■準急
通過
■各站停車
二子玉川（DT07）－二子新地（DT08）－高津（DT09）
 大井町線
■急行、□各站停車（以綠色表示）
通過
■各站停車（以藍色表示）
二子玉川（OM15）－二子新地（DT08）－高津（DT09）

## 延伸閱讀
- 宮田道一. . JTBパブリッシング. 2008-09-01. ISBN 9784533071669.

## 外部連結
- 二子新地（各站資訊） - 東急電鐵（日語）